# Liste der Monuments historiques in Châteauneuf-du-Faou
Die Liste der Monuments historiques in Châteauneuf-du-Faou führt die Monuments historiques in der französischen Gemeinde Châteauneuf-du-Faou auf.

## Liste der Bauwerke
| Bezeichnung        | Beschreibung | Standort                     | Kennzeichnung | Schutzstatus | Datum | Bild |
| ------------------ | ------------ | ---------------------------- | ------------- | ------------ | ----- | ---- |
| Maison de Sérusier | Erbaut 1906  | 27, rue Paul-Sérusier (Lage) | PA00135263    | Inscrit      | 1995  |      |

## Liste der Objekte

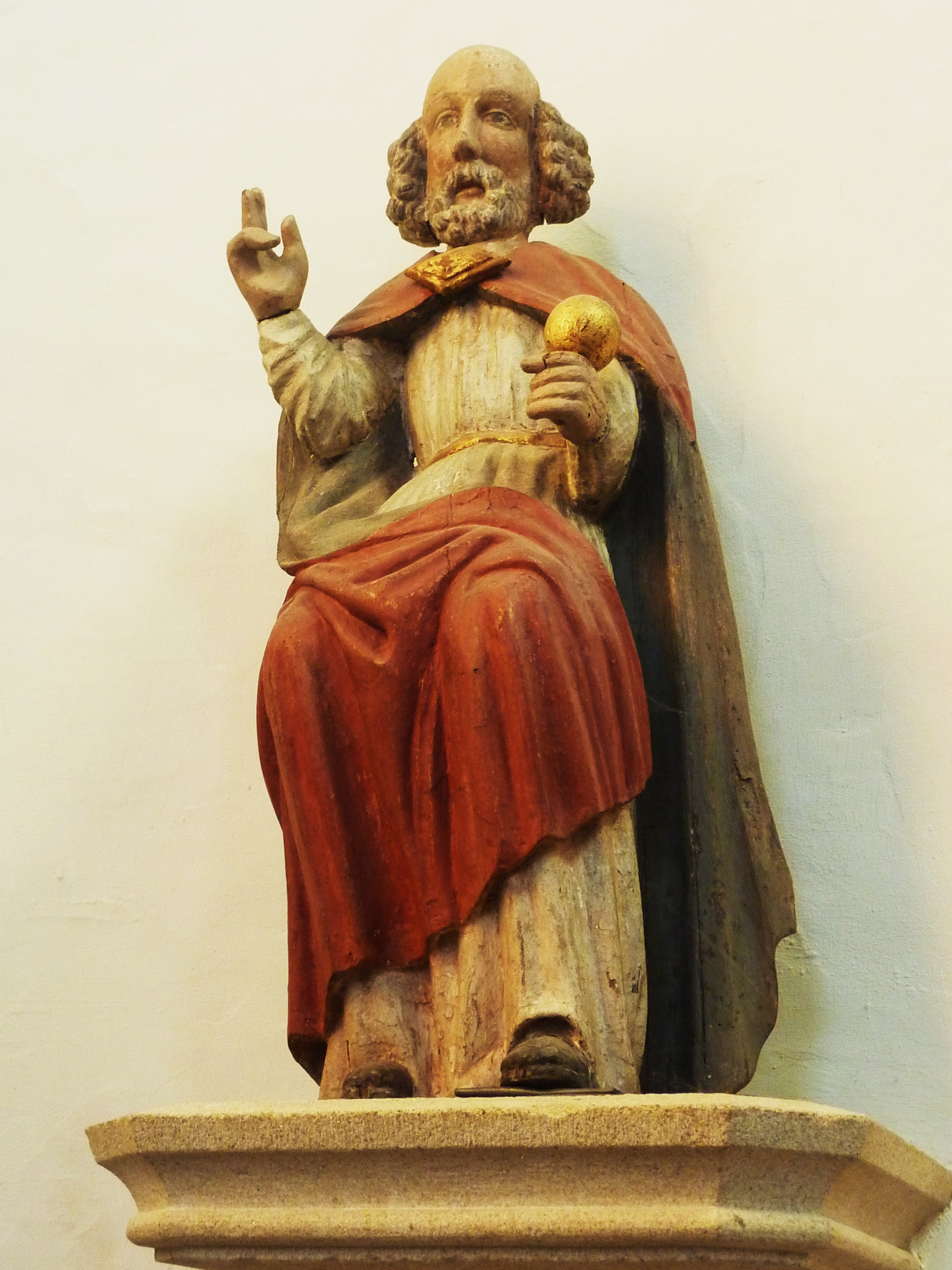
Skulptur des Apostels Petrus in der Kirche St-Julien-Notre-Dame (17. Jahrhundert)

- Monuments historiques (Objekte) in Châteauneuf-du-Faou in der Base Palissy des französischen Kultusministeriums